# Série eluotrópica
Série eluotrópica é uma lista de diversas substâncias ordenadas segundo seu poder de eluição para um determinado adsorvente. Tais séries são úteis para determinar os solventes necessários para o processo de cromatografia de uma mistura de substâncias. Normalmente as séries começam com os solventes não-polares, como o hexano e finalizam com os solventes polares, como a água ou metanol. A ordem dos solventes em uma série eluotrópica depende da fase estacionária assim como da substância empregada para determinar a ordem.

## Força de eluição
A força de eluição, força eluente ou força eluotrópica, (εº), de um solvente é a medida da energia de adsorção do solvente tomando como referência o sistema puro pentano-sílica, a qual se atribui o valor zero. Por exemplo, a série de Snyder quantifica a força de eluição de cada solvente em alumina. Esta força indica a facilidade do solvente para formar ligação de hidrogênio com as moléculas a serem separadas, o que depende de sua constante dielétrica ou momento dipolar de ligação.

## Séries eluotrópicas[3]
| Série de Trappe | Série de Strain | Série de Snyder |
| --- | --- | --- |
| menos polar | menos polar | força de eluição (εº) |
| éter de petróleo ciclohexano tetracloreto de carbono tricloroetano tolueno benzeno diclorometano clorofórmio éter etílico acetato de etilo acetona n-propanol etanol metanol água piridina | éter de petróleo tetracloreto de carbono ciclohexano dissulfeto de carbono éter etílico acetona benzeno tolueno ésteres orgânicos 1,2-dicloroetano clorofórmio diclorometano etanol água piridina ácidos orgânicos mistura de ácidos orgânicos com bases, água, álcoois ou piridina | n-pentano (0.00) n-hexano (0.01) n-heptano (0.01) ciclohexano (0.04) dissulfeto de carbono (0.15) tetracloreto de carbono (0.18) éter isopropílico (0.28) 2-cloropropano (0.29) tolueno (0.29) 1-cloropropano (0.30) clorobenzeno (0.30) benzeno (0.32) bromoetano (0.37) éter dietílico (0.38) clorofórmio (0.40) diclorometano (0.42) tetrahidrofurano (0.45) 1,2-dicloroetano (0.49) metiletilcetona (0.51) acetona (0.56) dioxano (0.56) acetato de etilo (0.58) acetato de metila (0.60) 1-pentanol (0.61) dimetilsulfóxido (0.62) anilina (0.62) nitrometano (0.64) acetonitrila (0.65) piridina (0.71) 2-propanol (0.82) etanol (0.88) metanol (0.95) etilenoglicol (1.11) ácido acético ( >>1) |
| mais polar | mais polar | mais polar |

## Misturas de solventes
Às vezes, são utilizados como eluentes em cromatografia misturas de dois ou mais solventes com  diferentes forças de eluição dentro do intervalo: hexano < tolueno < clorofórmio < diclorometano < acetona < acetato de etila < etanol < metanol e água.
Por exemplo uma mistura de hexano e acetato de etila (20:1) tem menor poder de eluição do que uma mistura de 10:1 dos mesmos solventes.